# Rekola
Rekola (en suédois : Räckhals) est un quartier de Vantaa en Finlande.

## Description
Rekola est le long de la ligne Helsinki-Riihimäki entre Koivukylä et Korso. 
Le quartier est connu, entre autres, pour sa gare, qui est utilisée par les trains locaux.
Les maisons individuelles représentent plus de 80 % du parc immobilier de Rekola.
Les services comprennent, entre autres, l'école de Rekola et l'église de Rekola, qui a été achevée en 1987.

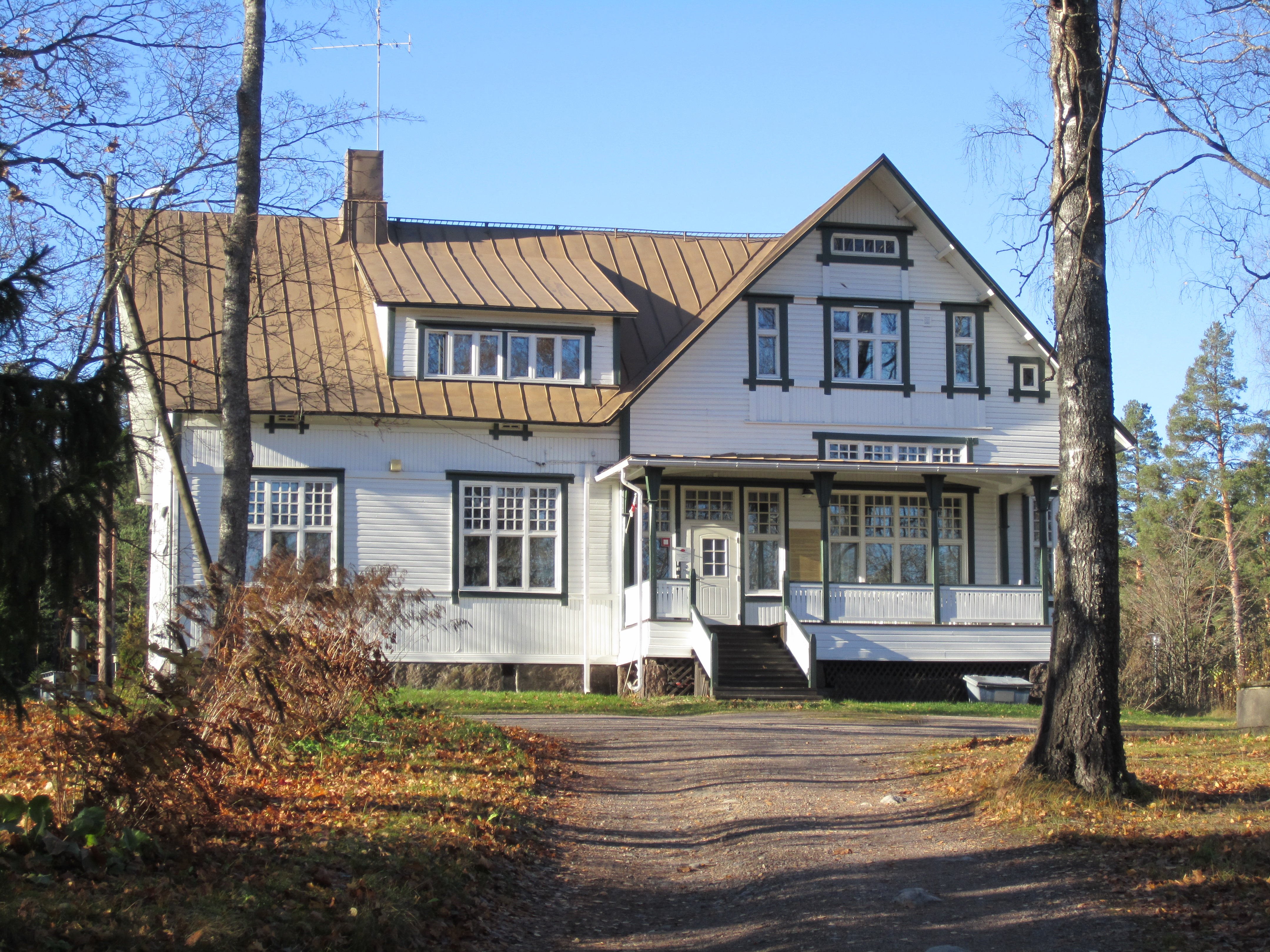
Le manoir de Rekola.